# Éric Stefanini
Pour les articles homonymes, voir Stefanini.
Éric Stefanini est un footballeur français, né le 16 avril 1963 à Philippeville, aujourd'hui Skikda en Algérie. Il évolue au poste de milieu de terrain offensif du début des années 1980 au milieu des années 1990.

## Biographie
Cadet de la Ligue Atlantique en 1979 avec le futur international Fabrice Poullain, Éric Stefanini est repéré par le FC Nantes qui lui propose de signer une licence amateur. Il refuse, et part effectuer un essai à Laval sur les conseils de son père. On lui propose, comme il l'espérait, un contrat aspirant. En juillet 1979, il fait partie des huit premiers stagiaires à intégrer le centre de formation du Stade lavallois, nouvellement construit. En avril 1980 il dispute le tournoi international juniors de Saint-Malo avec la sélection de la Ligue de l'Ouest. Il fait ses débuts en D1 à 17 ans. De 1981 à 1983 il est sous contrat stagiaire. 
Il se révèle au grand public lors de la saison 1982-83 dans l'équipe dirigée par Michel Le Milinaire. Alors que le club lutte chaque année pour son maintien en première division, Stefanini réalise une très grande saison en obtenant même une qualification pour la Coupe de l'UEFA au nez et à la barbe du prestigieux AS Monaco. 
Le Stade lavallois possède en ses rangs des joueurs dignes de la première division comme Oumar Sène, Thierry Goudet ou Jean-Marc Miton. À la surprise générale, le Stade lavallois élimine sur une double confrontation le redoutable Dynamo Kiev grâce à un but de José Souto au stade Francis-Le-Basser. Le second tour de cette Coupe de l'UEFA est plus cruel pour les Tango qui tombent les armes à la main face à l'expérimentée équipe autrichienne de l'Austria Vienne. Au match retour, Stefanini est l'auteur de l’un des plus beaux buts de l’histoire du club, d'une superbe reprise de volée de trente mètres. 
L'aventure mayennaise s'achève en 1987 et Éric Stefanini décide de rejoindre les crocodiles du Nîmes Olympique évoluant alors en deuxième division. Le challenge semble intéressant mais la saison est morose : le club gardois reste en deuxième division malgré ses intentions. Sa carrière s'oriente ensuite vers un autre club qui rejoint aussi la deuxième division : le glorieux Havre. Éric n'est plus toujours titulaire au sein de l'équipe normande, mais Le Havre AC accède, au terme d'une saison difficile, aux pré-barrages en finissant 3e de son groupe. La confrontation face au Brest Armorique tourne à l'avantage des finistériens.
En 1990, Éric Stefanini choisit de jouer pour le Red Star; la saison est malheureusement calamiteuse et le club, finissant 17e, ne doit son salut qu'à la faillite d'un autre club parisien : le Matra Racing. Éric Stefanini se cherche alors et l'aventure en première division le motive encore.
Il quitte l'Île-de-France pour le club d'Angers avec lequel il va lutter jusqu'au bout pour l'accession en première division. Le club échoue dans son entreprise en 1992 aux barrages face au RC Strasbourg. La saison suivante sourit enfin à Éric Stefanini : le SCO Angers gagne son billet pour la première division en finissant 1er de deuxième division. La saison 1993-94 du SCO Angers en première division s'apparente plus à un sacerdoce. Malgré quelques joueurs de renom comme Jean-Marie Aubry, Mustapha El Haddaoui, Christophe Galtier ou encore Bruno Germain, le club angevin accuse une défense trop perméable et une attaque trop tendre pour ce niveau. Lanterne rouge à la fin de cet exercice, le SCO Angers retourne inéluctablement en deuxième division.
À 32 ans, Stefanini joue ainsi sa dernière saison (1994-95) avec Angers dans la nouvelle Super D2 composée de 22 équipes. En juin 1995, en fin de contrat avec Angers, il participe à Saint-Brevin au stage de l'UNFP destiné aux joueurs sans contrat, puis raccroche les crampons et devient entraîneur de Doué-la-Fontaine, fraîchement promu en DH de la Ligue Atlantique.
Après sa carrière de joueur il devient entraîneur dans des clubs amateurs du Maine-et-Loire

## Clubs successifs
- 1979-1987 :  Stade lavallois
- 1987-1988 :  Nîmes Olympique
- 1988-1989 :  Le Havre AC
- 1989-1991 :  Red Star
- 1991-1995 :  SCO Angers[10]

## Palmarès
- 1993 : Vice-champion de D2 avec le SCO Angers
- Deuxième tour de la Coupe de l'UEFA avec le Stade lavallois en 1983
- Vainqueur de la Coupe de la Ligue en 1984 avec le Stade lavallois
- Finaliste de la Coupe de la Ligue en 1992 avec Angers SCO